# Ha Song-ran
Ha Seong-nan (* 1967 in Seoul) ist eine südkoreanische Schriftstellerin.

## Leben
Ha Seong-nan (oder auch Ha Song-ran) wurde 1967 in Seoul geboren und begann schon als Schülerin mit dem Schreiben. Sie studierte an der Kunstakademie in Seoul und schloss dort 1992 ihr Studium ab. 1996 erschien ihre Kurzgeschichte Rasen, mit der sie in der Literaturszene bekannt wurde. In jenem Jahr wurde ebenfalls ihr erster Erzählband Der Kelch von Rubin veröffentlicht, in dem acht Kurzgeschichten enthalten sind.
Ha ist bekannt für ihre 'mikroskopische Darstellungsweise', wie es ihre Kritiker bezeichnen. Besonders ihre frühen Werke zeigen ihr Talent, äußerst detailliert Szenen aus dem Leben einfacher Leute zu zeichnen, ohne dabei jedoch zu langatmig oder rührselig zu sein. Über diese Fähigkeit, Dinge besonders anschaulich darzustellen, hinaus beweisen Has Werke ein gründliches Verständnis der beschriebenen Thematik und zeigen, dass sie scheinbar banale und belanglose Dinge mit großer Sorgfalt zu betrachten versteht. Oft beschreibt sie nicht direkt das Aussehen oder die Persönlichkeit eines Charakters, sondern erweckt ihre Protagonisten stattdessen durch ein komplexes Bild aus Erinnerungen, Äußerungen, Landschaften und Umgebung zum Leben. Schimmelblumen handelt von einem Mann, der im Müll nach Wahrheit sucht. Er glaubt, jeder Müllbeutel trage die besondere Signatur der Familie, die ihn wegwarf. Aber selbst nachdem er hunderte von Müllbeuteln durchsucht hat, schafft er es nicht auch nur eine einzige sinnvolle Beziehung zu anderen aufzubauen.
In den letzten Jahren widmete sich Ha immer mehr sozialen Problemen. Blaubarts erste Frau ist eine Sammlung von Kurzgeschichten, die alle von tragischen, aber geläufigen Geschehnissen berichten, wie sie auch ohne weiteres in einer Lokalzeitung auftauchen könnten. Ha erhielt diverse Auszeichnungen für ihre Werke, zum Beispiel den "Tong-in-Literaturpreis" für die Kurzgeschichte Schimmelblumen (곰팡의 꽃) und den "Preis für zeitgenössische Literatur" für die Geschichte Alpha's Time (알치의 시간).

## Arbeiten

### Koreanisch

#### Erzählungen
- 루빈의 술잔 Der Kelch von Rubin Seoul: Munhakdongnae 1997
- 푸른 수염의 첫번째 아내 Blaubarts erste Frau Seoul: Ch'angbi 2002
- 옆집 여자 Die Nachbarin Seoul: Ch'angbi 2003

#### Romane
- 식사의 즐거움 Die Freude beim Essen Seoul: Munhakdongnae 1998
- 삿뽀로 여인숙 Pension Sapporo Seoul: Irŭm 2000
- 내 영화의 주인공 Der Hauptdarsteller in meinem Film Seoul: Chakka chŏngsin 2001

### Übersetzungen

#### Deutsch
- 곰팡이 꽃 Schimmelblumen in: Ein ganz einfaches gepunktetes Kleid, Bielefeld: Pendragon 2004 ISBN 978-3-934872-57-8

#### Englisch
- Traversing Afternoon Asia Publishers (2012) ISBN 978-89-94006-96-3.

## Auszeichnung
- 2009 – Preis für zeitgenössische Literatur
- 2008 – O Yŏng-su Literaturpreis
- 2004 – Isu Literaturpreis
- 2000 – Hankook-Ilbo-Literaturpreis
- 1999 – Tongin-Literaturpreis